# Borissowka (Belgorod)
Borissowka (russisch Бори́совка) ist eine Siedlung städtischen Typs in der Oblast Belgorod (Russland) mit 13.896 Einwohnern (Stand 14. Oktober 2010).

## Geographie
Die Siedlung liegt etwa 40 Kilometer Luftlinie westlich des Oblastverwaltungszentrums Belgorod, am linken Dnepr-Nebenfluss Worskla.
Borissowka ist Verwaltungszentrum des gleichnamigen Rajons Borissowka.
Nordöstlich der Siedlung erstreckt sich der Wald an der Worskla, ein Teil des Naturreservats Belogorje.

## Geschichte
Der Ort wurde erstmals 1695 erwähnt. 1705 gelangten der Ort und die umliegenden Ländereien in den Besitz des Grafen und Generalfeldmarschalls der Russischen Armee im Großen Nordischen Krieg Boris Scheremetew. Bis zur Mitte des 19. Jahrhunderts entwickelte er sich zu einem bedeutenden lokalen Wirtschaftszentrum mit über 50 Handwerksbetrieben, dessen Bevölkerungszahl die heutige überstieg.
1928 wurde Borissowka, dass zuvor bis 1838 zum Ujesd Chotmyschsk, dann zum Ujesd Graiworon gehört hatte, Verwaltungszentrum eines gleichnamigen Rajon, zu dem auch das bedeutungslos gewordene, 15 Kilometer westlich gelegene Chotmyschsk kam, das seine Stadtrechte verlor.
Im Zweiten Weltkrieg war der Ort von Oktober 1941 bis Anfang August 1943 von der deutschen Wehrmacht besetzt.
1959 erhielt Borissowka den Status einer Siedlung städtischen Typs.

### Bevölkerungsentwicklung
| Jahr | Einwohner |
| ---- | --------- |
| 1877 | 17.502    |
| 1939 | 8.965     |
| 1959 | 10.386    |
| 1970 | 11.839    |
| 1979 | 12.411    |
| 1989 | 13.002    |
| 2002 | 14.072    |
| 2010 | 13.896    |

Anmerkung: ab 1939 Volkszählungsdaten

## Wirtschaft und Infrastruktur
In Borissowka gibt es Betriebe der Lebensmittelindustrie und der Bauwirtschaft sowie eine Keramikfabrik.
Acht Kilometer westlich des Ortes liegt beim Dorf Belenkoje die Station Nowoborissowka an der Eisenbahnstrecke, die Lgow über Proletarski (Station Gotnja) mit Charkiw in der Ukraine verbindet. Durch den Ort verläuft die Regionalstraße R 186, die von Belgorod kommend weiter nach Graiworon und zur knapp 40 km entfernten ukrainischen Grenze in Richtung Ochtyrka führt.

## Söhne und Töchter des Ortes
- Stepan Degtjarjow (1766–1813), Komponist
- Gawriil Lomakin (1812–1885), Komponist
- Pawlo Barwinskij (1862–1908), ukrainischer Schauspieler und Dramatiker